# Donda (Album)
Donda ist das zehnte Studioalbum des US-amerikanischen Musikproduzenten, Rappers und Sängers Kanye West. Es erschien am 29. August 2021. Eine Deluxe-Edition erschien am 14. November 2021.

## Hintergründe
Die Hintergrundgeschichte zu Donda, die sich über mehr als ein Jahr erstreckt, wurde von der Musikpresse genau verfolgt und ausführlich dokumentiert.

### Erste Arbeiten und Promophase 2020
Bereits im März 2020 kündigte Kanye West ein Nachfolgealbum zu seinem erstmals christlich geprägten Werk Jesus Is King an; zwei Monate später gab er bekannt, es würde den Namen God's Country tragen und im Juli desselben Jahres erscheinen würde. Am 30. Juni wurde vorab die Single Wash Us in the Blood veröffentlicht, die den ersten Vorgeschmack des Werkes darstellen sollte. Am 12. Juli machte er eine Preview des Liedes Donda öffentlich und gab eine Woche später die Änderung des Albumnamens in eben diesen Liedtitel bekannt. Es handelt sich hierbei um den Vornamen seiner 2007 im Laufe einer Schönheitsoperation verstorbenen Mutter. Zudem zeigte er die vorläufige Tracklist, die jedoch mit der letztlich veröffentlichten noch wenig gemein hatte und auch die erste Single noch enthielt. Nur zwei Tage später wurde diese jedoch komplett überarbeitet und zusammen mit einem Veröffentlichungstermin für den darauffolgenden Freitag erneut öffentlich geteilt. Nachdem an diesem Tag das Album doch nicht erschien, postete er das vorläufige Albumcover online. Erst im September wurde Donda erneut thematisiert, als West das Lied Believe What I Say in einer weiteren Preview vorstellte. In den letzten Monaten des Jahres fokussierte sich der Künstler auf seine unabhängige Kandidatur für das Amt des Präsidenten der Vereinigten Staaten und erwähnte das Album seitdem für mehrere Monate nicht mehr.

### Wiederaufnahme der Arbeiten und Promophase 2021
Im März 2021 wurde vom Vorsitzenden von GOOD Music, CyHi the Prynce, bestätigt, dass die Arbeiten an Donda wieder aufgenommen wurden. Die nächsten Lebenszeichen des Projektes gab es dann vermehrt im Juli desselben Jahres, als Tyler, the Creator und Justin LaBoy in Online-Postings Bezug auf das Werk nahmen. Wenig später wurde vom befreundeten Rapper Pusha T eine Listening Party für das Album für den 22. Juli angekündigt. Zwei Tage zuvor sang West das neue Lied No Child Left Behind erstmals bei den FBA Finals und gab das Releasedatum für den 23. Juli an. Die Listening Party fand im restlos ausverkauften Mercedes-Benz Stadium in Atlanta statt, dennoch erschien das Album am Folgetag nicht. Der Veröffentlichungstermin wurde auf den 6. August verschoben; West zog zwischenzeitlich in besagtes Stadion, um dort die Arbeiten zu vollenden. Am 5. August fand eine zweite Listening Party statt, auf der eine überarbeitete und mit neuen Features versehene Version des Werkes vorgestellt wurde. Dennoch wurde der Termin erneut nicht eingehalten und das Album auf diversen Plattformen mit einem neuen Erscheinungsdatum, dem 13. bzw. 15. August versehen, später wurde offiziell der 20. August festgesetzt. Für die Fertigstellung zog West in ein anderes Stadion um, dennoch wurde die Veröffentlichung erneut nicht vollzogen. Am 26. August folgte dann eine dritte Listening Party, bei welcher vor allem die Anwesenheit Marilyn Mansons für Schlagzeilen sorgte.

### Veröffentlichung
Am 29. August erschien das Album letztlich auf den digitalen Plattformen. Kurz nach der Veröffentlichung gab Kanye West an, die Universal Music Group habe das Album ohne seine Zustimmung veröffentlicht. Zudem hätten sie dafür gesorgt, dass das Lied Jail pt. 2 zunächst nicht darauf zu finden war. Vor der Veröffentlichung sagte der Musiker jedoch aus, der Manager des auf dem Lied als Gast auftretenden Rappers DaBaby, Arnold Taylor, hätte sein Okay nicht gegeben. Dieser gab im Zuge jedoch an, zuerst nicht von West kontaktiert worden zu sein und das Lied innerhalb von 2 Sekunden nach Erhalt bewilligt zu haben. Nach wenigen Stunden erschien das Stück auf allen Plattformen doch noch auf dem Album.
Neben West selbst treten auch noch 88-Keys, Mike Dean, E*Vax, Dem Jointz, Ojivolta, Sean Solymar, Brian Miller, Arrow Sunday, 30 Roc, DAVID x ELI, Sloane, AyoAA, DJ Khalil, Nascent, Ronny J, BoogzDaBeast, ZenTachi, Wheezy, DRTWRK, TT Audi, Boi-1da, Louis Bell, Roark Bailey, Digital Nas, FnZ, Warryn Campbell, Cory Henry, CuBeatz, Nabeyin, Wallis Lane, Swizz Beatz, Gesaffelstein, Mia Wallis, Hector Soundz, Mickey Alexander, Shuko, Fya Man, Sucuki, Bastian Völkel, Jeff Bhasker, Chopsquad DJ und Cashmere Brown auf dem Album als Ko-Produzenten in Erscheinung. Als Gastmusiker sind Syleena Johnson, Jay-Z, Vory, Fivio Foreign, Playboi Carti, Lil Baby, The Weeknd, Baby Keem, Travis Scott, Lil Durk, Lil Yachty, Rooga, der Sunday Service Choir, Young Thug, Don Toliver, Kid Cudi, Stalone, The World Famous Tony Williams, Conway the Machine, KayCyy, Westside Gunn, Jay Electronica, Chris Brown, Pop Smoke (postum), Roddy Ricch, Shenseea, DaBaby, Marilyn Manson und Ty Dolla $ign vertreten.
Am 27. August wurde Hurricane als Leadsingle des Albums ausgekoppelt.
Bislang erschienen zwei Musikvideos, jeweils am 2. September zu Come to Life und am 17. September zu 24.

## Musik und Texte
Donda ist ein über weite Strecken von christlicher Musik geprägtes Hip-Hop- und Contemporary-R&B-Album, das melodischen, der populären Musik entsprechenden Gesang, Rap und den Gospelchor vereint. Musikalisch setzt es auf wenig und nur sporadisch eingesetzte Percussion und stellt stattdessen Harmonien von Orgeln und Synthesizern sowie die Stimmen der beteiligten Musiker in den Vordergrund. Inhaltlich setzt sich das Werk mit der Verarbeitung von Trauer, Spiritualität und Glauben sowie der Rezeption der eigenen Person auseinander.

## Covergestaltung
Obwohl der Öffentlichkeit zu unterschiedlichen Zeitpunkten bereits zwei verschiedene Coverartworks vorgestellt wurden (eines zeigte eine surreal anmutende Darstellung dreier menschlicher Körper, die über den Wolken vor der Sonne schweben, das andere ein Werk der Künstlerin Louise Bourgeois aus ihrer Bilderserie Les têtes bleues et les femmes rouges), wurde das Album letztendlich mit einem schlichten, einfarbig schwarzen Artwork veröffentlicht.

## Titelliste
| Nr. | Titel                                                                   | Länge |
| --- | ----------------------------------------------------------------------- | ----- |
| 1.  | Donda Chant (feat. Syleena Johnson)                                     | 0:52  |
| 2.  | Jail (feat. Jay-Z)                                                      | 4:57  |
| 3.  | God Breathed (feat. Vory)                                               | 5:33  |
| 4.  | Off the Grid (feat. Fivio Foreign & Playboi Carti)                      | 5:39  |
| 5.  | Hurricane (feat. Lil Baby & The Weeknd)                                 | 4:03  |
| 6.  | Praise God (feat. Baby Keem & Travis Scott)                             | 3:46  |
| 7.  | Jonah (feat. Lil Durk & Vory)                                           | 3:15  |
| 8.  | Ok Ok (feat. Fivio Foreign, Lil Yachty & Rooga)                         | 3:24  |
| 9.  | Junya (feat. Playboi Carti)                                             | 2:27  |
| 10. | Believe What I Say                                                      | 4:02  |
| 11. | 24 (feat. Sunday Service Choir)                                         | 3:17  |
| 12. | Remote Control (feat. Young Thug)                                       | 3:18  |
| 13. | Moon (feat. Don Toliver & Kid Cudi)                                     | 2:36  |
| 14. | Heaven and Hell                                                         | 2:25  |
| 15. | Donda (feat. Stalone & The World Famous Tony Williams)                  | 2:08  |
| 16. | Keep My Spirit Alive (feat. Conway the Machine, KayCyy & Westside Gunn) | 3:41  |
| 17. | Jesus Lord (feat. Jay Electronica)                                      | 8:58  |
| 18. | New Again (feat. Chris Brown)                                           | 3:03  |
| 19. | Tell the Vision (feat. Pop Smoke)                                       | 1:44  |
| 20. | Lord I Need You (feat. Sunday Service Choir)                            | 2:42  |
| 21. | Pure Souls (feat. Roddy Ricch & Shenseea)                               | 5:58  |
| 22. | Come to Life                                                            | 5:10  |
| 23. | No Child Left Behind (feat. Sunday Service Choir & Vory)                | 2:58  |
| 24. | Jail pt. 2 (feat. DaBaby & Marilyn Manson)                              | 4:57  |
| 25. | Ok Ok pt. 2 (feat. Rooga & Shenseea)                                    | 3:24  |
| 26. | Junya pt. 2 (feat. Playboi Carti & Ty Dolla $ign)                       | 3:02  |
| 27. | Jesus Lord pt. 2 (feat. Jay Electronica & The LOX)                      | 11:30 |

| Nr. | Titel                                                                        | Länge |
| --- | ---------------------------------------------------------------------------- | ----- |
| 1.  | Donda Chant (feat. Syleena Johnson)                                          | 0:52  |
| 2.  | Hurricane (feat. The Weeknd & Lil Baby)                                      | 4:03  |
| 3.  | Moon (feat. Don Toliver & Kid Cudi)                                          | 2:36  |
| 4.  | Life Of The Party (feat. André 3000)                                         | 6:31  |
| 5.  | Off The Grid (feat. Fivio Foreign & Playboi Carti)                           | 5:39  |
| 6.  | Jail (feat. Jay-Z)                                                           | 4:57  |
| 7.  | Praise God (feat. Baby Keem & Travis Scott)                                  | 3:46  |
| 8.  | Come To Life (Deluxe Version) (feat. Tyler, The Creator)                     | 5:10  |
| 9.  | Believe What I Say                                                           | 4:02  |
| 10. | No Child Left Behind (feat. Sunday Service Choir & Vory)                     | 2:58  |
| 11. | Up From The Ashes                                                            | 2:42  |
| 12. | Remote Control pt 2 (feat. Young Thug & Kid Cudi)                            | 5:23  |
| 13. | God Breathed (feat. Vory)                                                    | 5:33  |
| 14. | Lord I Need You (feat. Sunday Service Choir)                                 | 2:42  |
| 15. | 24 (feat. Sunday Service Choir)                                              | 3:17  |
| 16. | Junya (feat. Playboi Carti)                                                  | 2:28  |
| 17. | Never Abandon Your Family                                                    | 3:27  |
| 18. | Donda (feat. Stalone & The World Famous Tony Williams)                       | 2:08  |
| 19. | Keep My Spirit Alive (feat. Conway the Machine, KayCyy & Westside Gunn)      | 3:41  |
| 20. | Jesus Lord pt 2 (Deluxe Version) (feat. Jay Electronica & The LOX)           | 12:05 |
| 21. | Heaven and Hell                                                              | 2:25  |
| 22. | Remote Control (feat. Young Thug)                                            | 3:18  |
| 23. | Tell The Vision (feat. Pop Smoke)                                            | 1:43  |
| 24. | Jonah (feat. Lil Durk & Vory)                                                | 3:24  |
| 25. | Pure Souls (feat. Roddy Richh & Shenseea)                                    | 5:59  |
| 26. | Ok Ok (feat. Lil Yachty & Rooga)                                             | 3:24  |
| 27. | New Again (feat. Chris Brown)                                                | 3:03  |
| 28. | Jesus Lord (feat. Jay Electronica)                                           | 9:34  |
| 29. | Ok Ok pt 2 (Deluxe Version) (feat. Rooga & Shenseea)                         | 2:34  |
| 30. | Junya pt 2 (feat. Playboi Carti & Ty Dolla $ign)                             | 3:03  |
| 31. | Jail pt 2 (feat. Marilyn Manson & DaBaby)                                    | 4:57  |
| 32. | Keep My Spirit Alive pt 2 (feat. KayCyy, Westside Gunn & Conway the Machine) | 3:41  |

## Rezensionen
Die englischsprachigen Kritiken zu Donda fielen überwiegend durchwachsen aus. Kritisiert wurde vor allem einheitlich die lange Laufzeit des Albums und die Fülle an neuem Material, wobei empfunden wurde, dass die Qualität der einzelnen Tracks schwanke. Unterschiedlich aufgefasst wurde, ob das Album vollendet klänge. Dies war auf vergangenen Werken des Künstlers ein großer Kritikpunkt, da insbesondere das Vorgängeralbum Jesus Is King als skizzenhaft empfunden wurde. So kam man teilweise zu dem Ergebnis, durch den nur spärlichen Einsatz von Drums würde Donda nur halbfertig erscheinen, während es in anderen Kritiken sogar hieß, es höre sich an, als wäre zu lange an den Liedern herum getüftelt worden und es wäre besser bereits in einem früheren Stadium erschienen. Vereinzelte Momente würden die Brillanz Wests aufblitzen lassen, wären aber zwischen entbehrbarem Material und zu roher Produktion begraben. Man sah weitgehende Einigkeit darin, dass das Album in seiner letztlich veröffentlichten Form uneben wirke und sein Potenzial nicht ausschöpfe.
Im deutschsprachigen Raum hingegen kam es in Summe zu überwiegend positiver bis überragender Resonanz. Man sah in Donda nach langer Zeit wieder ein Album Wests, das völlig überzeugen könne und seinem Ruf als musikalisches Genie gerecht werde. Gelobt wurde vor allem, dass das Thema der Christlichkeit ausgefeilter wirke als auf dem Vorgängerwerk, und zudem würde die emotionale Schwere, die West durch den Tod seiner Mutter seit ihrem Ableben fühle, auf dem ganzen Album spürbar sein. Man sah eine kongeniale Vereinigung vieler seiner in der Vergangenheit verkörperten Facetten, die alle auf dieses prägende Ereignis zurückzuführen wären, und erlebe somit die Stärken seiner diversen musikalischen Ären in einem großen Gesamtwerk zusammengefasst. Man sagte dem Album zudem voraus, dass sein Ansehen und sein Status in der Zukunft noch wachsen und es als eines seiner größten Meisterwerke angesehen werden würde. Laut.de listete es unter den besten Alben Kanye Wests auf Platz 6 und kürte es zum drittbesten Album des Jahres 2021.
Besondere Kontroverse gab es international jedoch bezüglich des Stückes Jail pt. 2, auf welchem sich zwei umstrittene Gastmusiker wiederfinden: zum einen DaBaby, der zuvor durch homophobe Äußerungen in die Kritik geriet, zum anderen Marilyn Manson, dem mehrere Vorwürfe der sexuellen Belästigung anhafteten. Die Entscheidung, letzteren auf dem Lied auftreten zu lassen, wurde etwa von dem Magazin The Independent so hart verrissen, dass es in seiner Rezension dem gesamten Album trotz einiger Stärken null Punkte verlieh.

## Kommerzieller Erfolg

### Chartplatzierungen
West erreichte mit diesem Album seine bisher beste Chartplatzierung in den österreichischen und Schweizer Charts. In den deutschen Albumcharts erreichte Donda mit Rang vier seine beste Chartplatzierung und wurde nach Graduation und Watch the Throne zu Wests drittem Top-10-Album. Donda ist nach dem Kollaboalbum Watch the Throne (Rang 2) sein bis dato zweitbestplatziertes Album in Deutschland sowie sein bestplatziertes Soloalbum. Darüber hinaus platzierte sich das Album an der Chartspitze der deutschen Hip-Hop-Charts.
| ChartsChartplatzierungen       | Höchstplatzierung | Wochen |
| ------------------------------ | ----------------- | ------ |
| Deutschland (GfK)              | 4 (9 Wo.)         | 9      |
| Österreich (Ö3)                | 1 (9 Wo.)         | 9      |
| Schweiz (IFPI)                 | 2 (14 Wo.)        | 14     |
| Vereinigtes Königreich (OCC)   | 1 (22 Wo.)        | 22     |
| Vereinigte Staaten (Billboard) | 1 (62 Wo.)        | 62     |

| ChartsJahrescharts (2021)      | Platzierung |
| ------------------------------ | ----------- |
| Österreich (Ö3)                | 69          |
| Schweiz (IFPI)                 | 34          |
| Vereinigtes Königreich (OCC)   | 94          |
| Vereinigte Staaten (Billboard) | 39          |

| ChartsJahrescharts (2022)      | Platzierung |
| ------------------------------ | ----------- |
| Vereinigte Staaten (Billboard) | 43          |

### Auszeichnungen für Musikverkäufe
| Land/Region                  | Auszeichnungen für Musikverkäufe (Land/Region, Auszeichnung, Verkäufe) | Verkäufe  |
| ---------------------------- | ---------------------------------------------------------------------- | --------- |
| Dänemark (IFPI)              | Platin                                                                 | 20.000    |
| Frankreich (SNEP)            | Gold                                                                   | 50.000    |
| Italien (FIMI)               | Gold                                                                   | 25.000    |
| Kanada (MC)                  | Platin                                                                 | 80.000    |
| Neuseeland (RMNZ)            | Platin                                                                 | 15.000    |
| Polen (ZPAV)                 | Platin                                                                 | 20.000    |
| Vereinigte Staaten (RIAA)    | Platin                                                                 | 1.000.000 |
| Vereinigtes Königreich (BPI) | Gold                                                                   | 100.000   |
| Insgesamt                    | 3× Gold · 5× Platin ·                                                  | 1.310.000 |

Hauptartikel: Kanye West/Auszeichnungen für Musikverkäufe